# Nicolás de Biedma
Nicolás de Biedma, Galícia, ? - Jaén, 1383 va ser un bisbe de Jáen i Conca. Quan era ardiaca d'Écija va ser nomenat bisbe de Jáen l'any 1368, pel papa d'Avinyó, Urbà V.
En veure l'estat en què es trobava la catedral de Jaén va decidir la seva demolició per a construir-la de nou. També gràcies a les seves peticions, fou el que va aconseguir la tornada de la relíquia del Sant Rostre que des de 1249 es trobava fora de la ciutat, per haver-se-la endut Ferran III el Sant a les seves lluites contra els moriscs a Sevilla. Ferran no l'havia pogut retornar en morir en aquesta ciutat l'any 1252.

A la galeria de bisbes del Palau Episcopal de Jaén, a la part inferior del retrat del bisbe Nicolás de Biedma hi ha aquesta inscripció:
| « | Don Nicolás de Biedma de Galícia. Ardiaca de Écija, va ser elegit bisbe de Jaén per Urbà V i per Gregori XI. Any 1376. Visitador de diversos bisbats a les ocupacions dels quals i uns altres es va portar amb encert. Es diu que va restituir a aquesta Església de Jaén la Santa Verònica que s'havia dut a Sevilla. Va ser promogut per la seva Santedat al bisbat de Conca. Any 1375. | » |

Traslladat al bisbat de Conca l'any 1378 hi va romandre tres anys, al cap dels quals va sol·licitar de nou tornar a Jaén, li van concedir i ja va romandre al bisbat de Jaén fins a la seva mort l'any 1383, essent enterrat al cor de la catedral.